# Chrysina misteca
Chrysina misteca är en skalbaggsart som beskrevs av Moron 1990. Chrysina misteca ingår i släktet Chrysina och familjen Rutelidae. Inga underarter finns listade i Catalogue of Life.